# Blanka de Bourbon
Blanka de Bourbon (ur. 1339, zm. 1361 w Medina-Sidonia) – najstarsza córka Piotra de Bourbon i jego żony Izabelli de Valois (córki Karola de Valois). 
3 czerwca 1353, w wieku 13 lat, Blanka wyszła za mąż za króla Kastylii i Leónu - Piotra I Okrutnego. Król w tym czasie utrzymywał romans ze szlachcianką Maríą de Padilla, z którą miał już dwójkę dzieci (córka Beatrycze urodziła się w marcu 1353). Dwa dni po ślubie Piotr I odjechał do swojej kochanki.
Matka Piotra I, Maria Portugalska, współczując Blance zabrała ją do Tordesillas, a następnie do Medina del Campo. Niedługo potem, niewątpliwie na rozkaz króla, królowa została uwięziona w Arévalo, a następnie na zamku w Toledo.
W 1354 roku król postanowił poślubić szlachciankę Juanę de Castro. W tym celu biskupi Ávila i Salamanki oświadczyli, że małżeństwo Piotra z Blanką było nieważne. Król poślubił Juanę w kwietniu 1354 w miejscowości Cuéllar.
Na początku kolejnego roku w związku z tym wydarzeniem legat papieski rozpoczął w Toledo proces ekskomunikacyjny przeciwko królowi.
W 1355 roku Blankę przeniesiono do Sigüenzy. W 1360 lub 1361 przeniesiono ją ponownie do zamku Medina-Sidonia. Zamek ten położony pośród jałowych ziem służył już kiedyś Piotrowi - tam kazał uwięzić, a potem zamordować kochankę swego ojca, Eleonorę de Guzmán.
Blanka została zamordowana w 1361 roku, w wieku 25 lat. Według różnych źródeł została otruta lub zabita przez kusznika Juana Péreza de Rebolledo (po tym jak strażnik królowej odmówił jej otrucia). Pochowano ją w kościele p.w. św. Franciszka w Jerez de la Frontera.
Piotr Okrutny przeżył Blankę o osiem lat, został zamordowany przez swojego przyrodniego brata Henryka, który przejął tron Kastylii.